# Arne Sundström
Sven Arne Sundström, född 16 februari 1939, är en svensk författare. Han har skrivit lokalhistoriska artiklar och böcker om Stockholm och Stockholms skärgård.